# 苑裡 (大字)
苑裡，是臺灣苗栗縣苑裡鎮的一個傳統地域名稱，位於該鎮西北部，為全鎮主聚落所在地。相較於今日行政區，其範圍大致包括苑南里、苑北里不含東北端、西勢里、海岸里、西平里、苑港里。

## 歷史
台灣清治末期至日治初期，苑裡地區為一街庄，稱為「苑裡庄」，隸屬於苗栗二堡。該庄西北臨海，東北與五里牌庄為鄰，東南與瓦磘庄、貓盂庄為鄰，西南邊為房裡庄。
1901年（日治明治三十四年）11月，該庄隸屬於苗栗廳。1909年（明治四十二年）10月，改隸屬於新竹廳。1920年（大正九年），該庄改制為「苑裡」大字，隸屬於新竹州苗栗郡苑裡庄，大字下有「苑裡」、「西勢」、「海口」、「北勢」小字名。1943年，苑裡庄升格為苑裡街。
戰後苑裡街改制為苑裡鎮，隸屬於新竹縣，大字亦改制為里。1950年桃、竹、苗分治，苑裡鎮改隸屬於重新成立的苗栗縣。由於人口增加，本地區已拆分為多個里。

## 交通
台鐵海線大致以北北東—南南西走向經過苑裡地區東南部，設有苑裡車站，屬三等站，但除少數自強號班次未停靠外，其餘各級列車均有停靠，整體業務量超出三等站的評估標準。
省道台1線（中山路、介壽路、中山路）又稱「縱貫公路」，是臺北至屏東楓港的平面幹道。舊省道（中山路）大致以北北東—南南西走向經過本地區東南部，新省道將其中一段以外環道形式由西側繞過苑裡市區。該道路向北可前往通霄、後龍、頭份、新竹等地，向南可前往大甲、清水、沙鹿、彰化等地。
省道台61線又稱「西部濱海快速公路」，是新北八里至臺南安南的快速公路，大致以北北東—南南西走向蜿蜒經過本地區西部，可快速前往台灣西部海岸各地。
縣道130號是苑裡至大湖八份的道路，其西側端點在本地區苑裡車站前，向東南可前往舊社、三義，最終於大湖八份與省道台3線交會。

## 學校
- 國立苑裡高中（小部分）
- 苑裡國小
- 客庄國小（小部分）

## 廟宇
- 苑裡慈和宮（媽祖廟）
- 三聖水櫃公廟（陰廟）